# Karl Anton von Martini

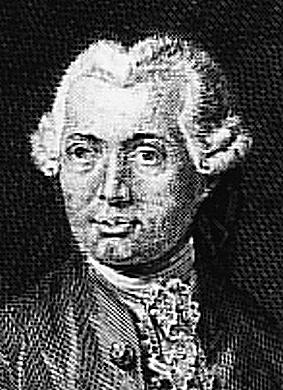
Karl Anton von Martini

Freiherr Karl Anton von Martini zu Wasserberg (* 15. August 1726 in Revò, Hochstift Trient, Heiliges Römisches Reich; † 7. August 1800 in Wien) war österreichischer Jurist und Rechtsphilosoph in der Zeit der Aufklärung.

## Leben
Martini wurde geboren als ältester Sohn des Notars Carlo Ferdinando de Martini. Von 1739 bis 1741 besuchte er das Gymnasium der Jesuiten in Trient. 1741 begann er das Studium in Innsbruck. Bei Paul Joseph Riegger, dem Inhaber des Lehrstuhls für Naturrecht, Staatsrecht und Reichsgeschichte, erwarb er gründliche Kenntnisse im Naturrecht, die er von 1747 bis 1750 an der Universität Wien und danach im Selbststudium auf einer Reise nach Prag, den Niederlanden, Spanien und Norditalien als Hofmeister von Johann Sigismund Friedrich Graf von Khevenhüller vertiefte.
1754 wurde er Universitätsprofessor für Institutionen und Naturrecht in Wien. Er schuf Lehrbücher für Rechtsgeschichte, Natur- und Staatsrecht, die bis zum Ende des 18. Jahrhunderts die Rechtslehre an allen Universitäten in den habsburgischen Ländern prägten und darüber hinaus in Portugal und Brasilien verwandt wurden. Zu seinen Schülern zählten Joseph von Sonnenfels (1733–1817), Franz von Zeiller (1751–1828) sowie eine große Anzahl von Juristen, Theologen und Publizisten, die in der zweiten Hälfte des 18. Jahrhunderts zu Trägern der josefinischen Reformpolitik wurden. Von 1761 bis 1765 unterrichtete er Erzherzog Peter Leopold, den späteren Großherzog der Toskana und Kaiser, sowie vier weitere Kinder Maria Theresias in den juristischen Fächern.
Ab 1760 war Martini als Mitglied der Studienhofkommission mit Fragen der Schul- und Studienreform befasst. 1765 reformierte er die Universität Innsbruck. Seit 1764 übte Martini ein Richteramt an der Obersten Justizstelle aus und wurde 1773 zum Mitglied der Gesetzgebungskommission berufen. Joseph II. ernannte ihn 1782 zum Staatsrat. In dieser Funktion war Martini vorwiegend mit Staatskirchenpolitik, Schul- und Studienfragen sowie Justizreform und Gesetzgebung beschäftigt. 1785 wurde er nach Mailand gesandt, um in der Lombardei die josefinische Justizreform umzusetzen, Ende des Jahres 1786 reiste Martini in gleicher Mission nach Brüssel. Die Justizreform in den österreichischen Niederlanden scheiterte jedoch am Widerstand der Stände. Martini hatte entgegen Josefs II. Auffassung für ein moderates Vorgehen plädiert und wurde daraufhin als Staatsrat entlassen. Unter der kurzen Regierungszeit Leopolds II. (1790–1792) nahm Martini seine Reformtätigkeit als Studien- und Gesetzesreformer wieder auf. 1792 ernannte Kaiser Franz II. Martini zum Zweiten Präsidenten der Obersten Justizstelle, dem Vorläufer des heutigen Obersten Gerichtshofes. Martini gelang es, die Zivilrechtskodifikation bis Ende 1796 mit einem vollständigen Entwurf abzuschließen, der nur geringfügig verändert 1797 als Westgalizisches Gesetzbuch publiziert wurde. Die Systematik, Gesetzgebungstechnik und Rechtssprache dieser Kodifikation wurde zur Grundlage des 1811 publizierten Allgemeinen bürgerlichen Gesetzbuchs (ABGB).
Neben seinem Schüler Franz von Zeiller gilt Martini als der bedeutendste Vertreter des Vernunftrechts in Österreich. Martinis System des Naturrechts ist methodisch von Christian Wolff (1679–1754) geprägt, im Übrigen aber eine autochthone Schöpfung, die Martini als Reformkatholik und Gegner einer probabilistischen Moraltheologie aus Quellen der spanischen Spätscholastik entwickelt hatte.

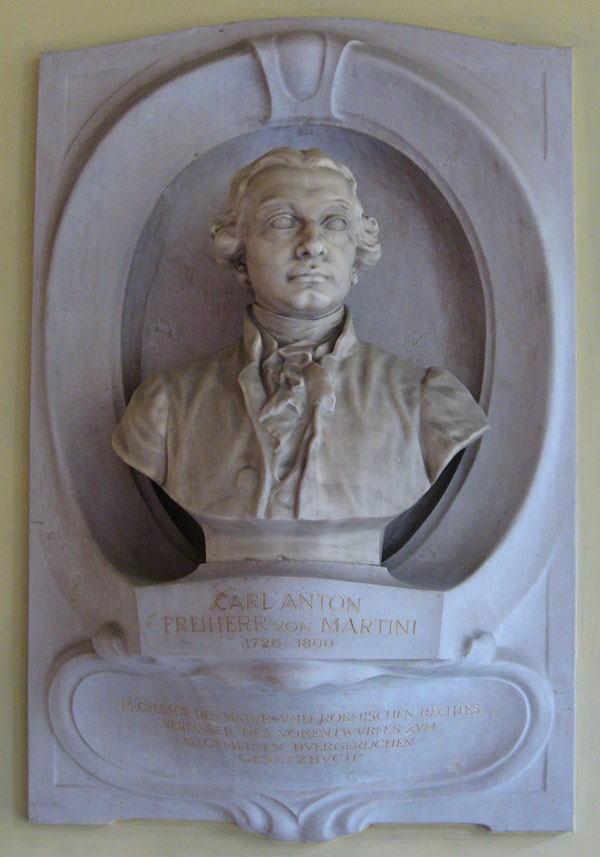
Büste in der Säulenhalle der Universität Wien

Zu Ehren Martinis wurde eine Porträtbüste im Arkadenhof der Universität Wien aufgestellt, die von der Hand des Wiener Bildhauers Hans Mauer stammt.

## Werke

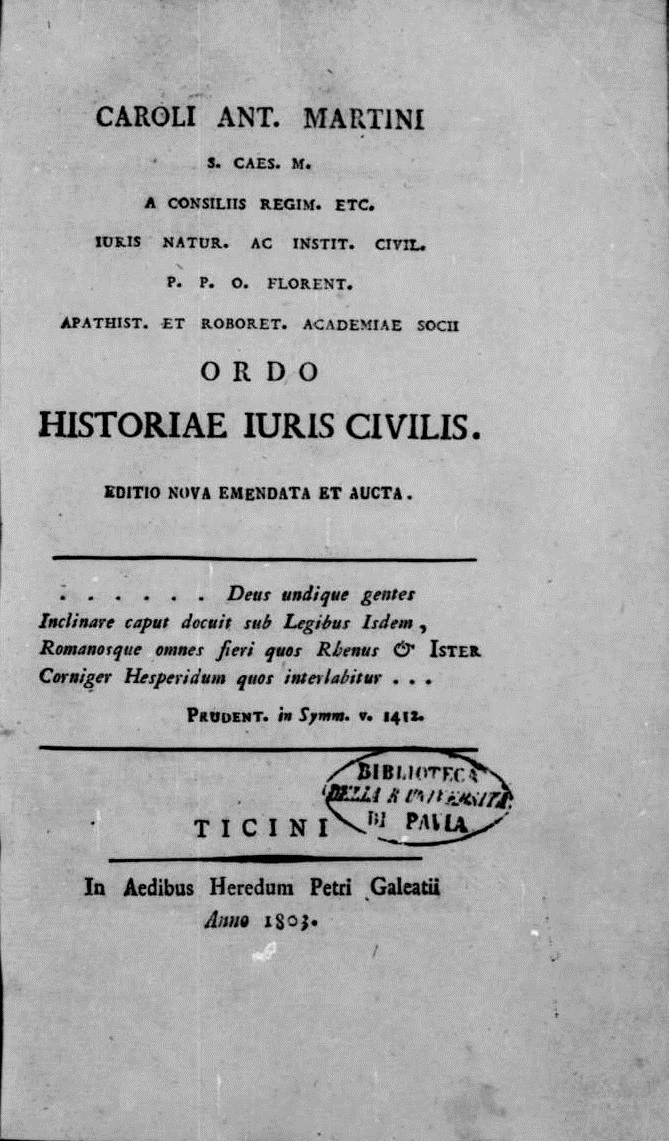
Ordo historiae iuris civilis, 1803

- Ordo historiae ivris civilis praelectionibvs institvtionvm praemissvs  Viennae Austriae typis Joannis Thomae Trattner caes. reg. maiest. avlae typogr. et bibliop. MDCCLV

Weitere Ausgaben: Wien 1757, 1770, 1779, 1794 (deutsch), Koblenz 1782, Brüssel 1788, Valencia 1788, Pavia, 1803, Coimbra 1807, 1817, 1826, 1844, 1853
- Ordo historiae iuris civilis. eredi Pietro Galeazzi, Pavia 1803 (Latein, beic.it).

- Caroli Antonii de Martini, s.c.r.a.m. in supremo judiciorum tribunali a consiliis aulicis et p.p.o. de lege naturali exercitationes sex. Vindobonae, e typographeo Kaliwodiano [1766]

Weitere Ausgaben: Wien 1770, 1776, 1780, 1783 (deutsch), Klausenburg (Cluj) 1776, Koblenz 1781, Coimbra 1794, Buda 1800
- De lege naturali positiones in usum auditorii vindobonensis. Viennae Austriae, e typographeo Kaliwodiano, anno M.DCC.LXII.

Weitere Ausgaben: Wien 1764, 1767, 1771 (deutsch) 1772, 1778 (Trattner), 1778 (Kurzböck), 1782, 1783 (deutsch), 1787 (deutsch), 1797 (deutsch), 1799 (deutsch), Lissabon 1772, Klausenburg (Cluj) 1777, Koblenz 1780 (Digitalisierte Ausgabe der Universitäts- und Landesbibliothek Düsseldorf: urn:nbn:de:hbz:061:1-77541), Brüssel 1789, Bétsben 1792 (ungarisch), Buda 1795, Coimbra 1802, 1825, 1840, Pernambuco (Recife) 1830
- Caroli Antonii de Martini s.c.r.a.m. in supremo judiciorum tribunali a consiliis aulicis et p.p.o. positiones de jure civitatis in usum auditorii vindobonensis Vindobonae typ. Joann. Thom. nob. de Trattnern sac. caes. reg. aul. typogr. et bibliop. MDCCLXVIII.

Weitere Ausgaben: Wien 1773 (Trattner), 1773 (Kurzböck), 1775, 1779, 1780, 1783/84 (deutsch), 1788 (deutsch), 1797 (deutsch), 1799 (deutsch), Lissabon 1772, Koblenz 1781, Buda 1795, Coimbra 1802, Pernambuco (Recife) 1830